# Puchły
Puchły (białorus. Пухлы) – wieś w Polsce położona w województwie podlaskim, w powiecie hajnowskim, w gminie Narew w dolinie rzeki Narew.

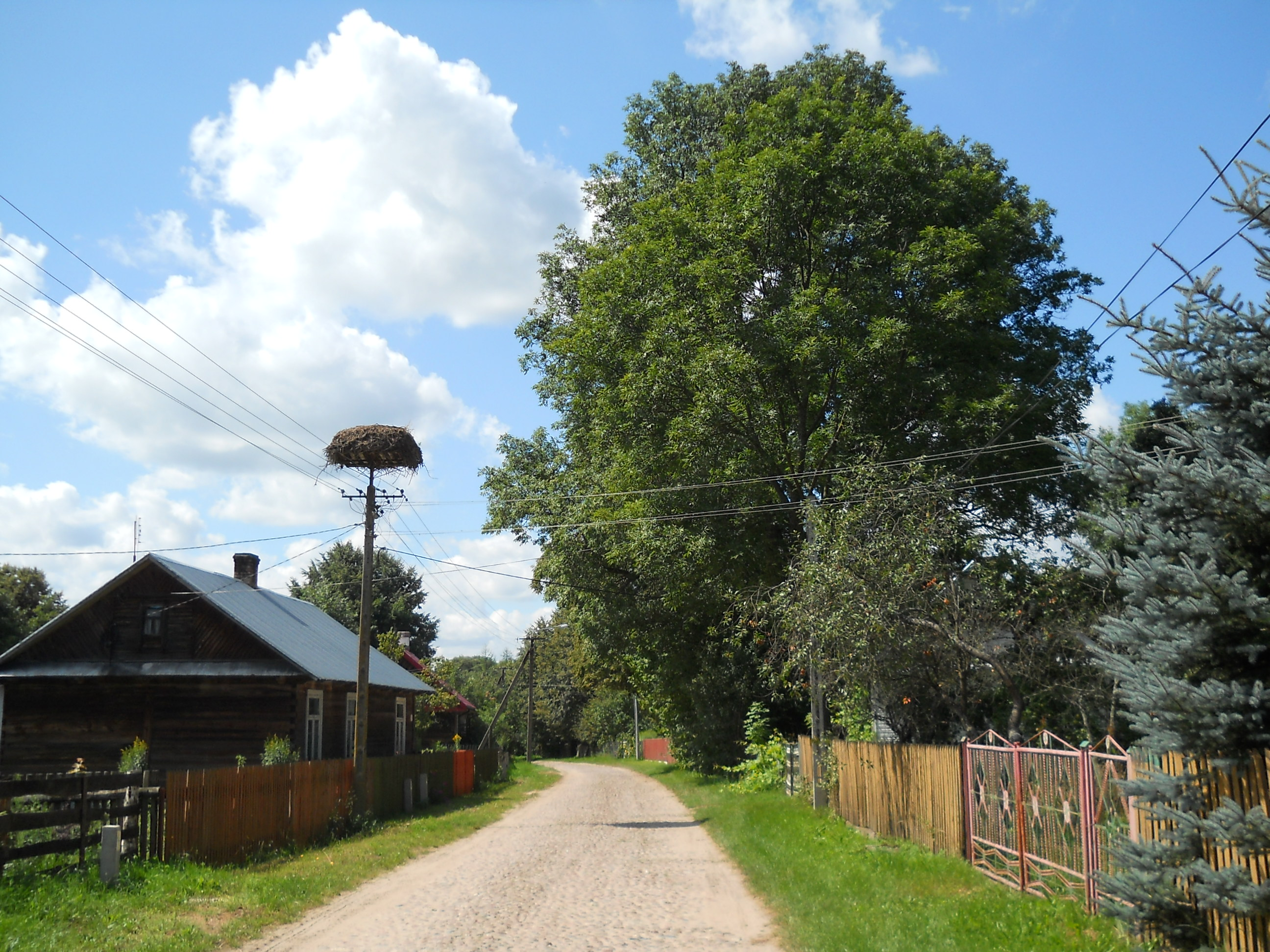
Droga przez wieś

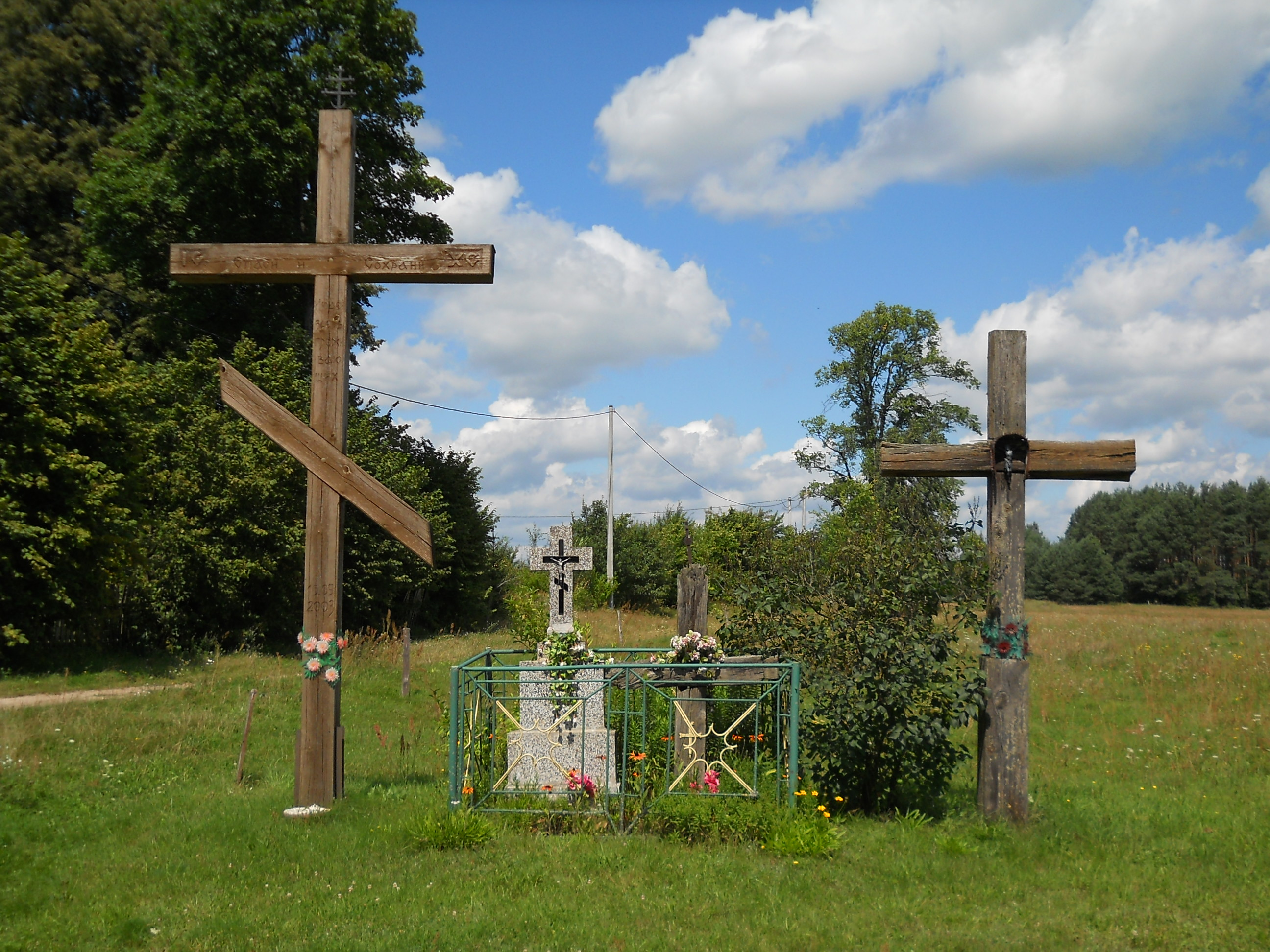
Prawosławne krzyże wotywne

Miejscowość jest siedzibą prawosławnej parafii Opieki Matki Bożej, stanowiąc ważny punkt na mapie  sanktuariów w Polsce. W okazałej cerkwi parafialnej znajduje się szczególnie czczona wśród prawosławnej ludności Podlasia ikona Matki Bożej Opiekuńczej, która w XV wieku miała objawić się na lipie jednemu z mieszkańców (wiekowy odrost zbawiennego drzewa rośnie do dziś przy cerkwi w Puchłach).

## Zabytki
- drewniana parafialna cerkiew prawosławna pod wezwaniem Opieki Matki Bożej, 1913-1918, nr rej.: A-55 z 27.02.2003
- cmentarz prawosławny z XIX wieku[8], nr rej.: A-55 z 27.02.2003
- ogrodzenie cerkwi z kapliczkami i bramami, 1873, nr rej.: A-55 z 27.02.2003[9].

## Historia
Dnia 5 sierpnia 1863 roku w rejonie folwarku Puchły rozegrała się potyczka pomiędzy powstańcami a kozackim podjazdem. W potyczce zginął kozacki esauł 5. Dońskiego Pułku Kozaków, Andrej Prusakow.
W 1882 r. we wsi urodził się prawosławny święty męczennik za wiarę ks. Jarosław Jamski (Sawicki), a od miejsca urodzenia nazywany Puchłowskim. Ojciec św. Jarosława był synem cerkiewnego psalmisty puchłowskiej cerkwi Opieki Matki Bożej. Po latach sowieckich prześladowań ks. Jarosław został rozstrzelany w grudniu 1937 r. na podmoskiewskim poligonie NKWD w Butowie. Został kanonizowany przez Rosyjską Cerkiew Prawosławną w 2000 roku.
Według Pierwszego Powszechnego Spisu Ludności, przeprowadzonego w 1921 r., Puchły były wsią, liczącą 20 domów i 109 mieszkańców (55 kobiet i 54 mężczyzn). Większość mieszkańców miejscowości, w liczbie 81 osób, zadeklarowała wówczas wyznanie prawosławne, pozostałe 28 osób zgłosiło wyznanie rzymskokatolickie. Podział religijny mieszkańców wsi odzwierciedlał ich strukturą narodowo-etniczną, gdyż 81 mieszkańców podało narodowość białoruską, a pozostałych 28 narodowość polską. W okresie międzywojennym Puchły znajdowały się w powiecie bielskim. W miejscowości funkcjonował wtedy folwark.
Dnia 5 lutego 1946 r. oddział polskiego niepodległościowego podziemia zbrojnego pod dowództwem Romualda Rajsa ps. „Bury” w sile około 30 osób dokonał napadu na wieś Puchły i zamordował 6 jej mieszkańców narodowości białoruskiej i wyznania prawosławnego. Zbrodnia nosi charakter czystki etnicznej.
W latach 1975–1998 miejscowość administracyjnie należała do województwa białostockiego.
Wieś w 2011 zamieszkiwały 42 osoby.
28 września 2018 r. we wsi odbył się białoruski festyn o nazwie I TAM ŻYWUĆ LUDZI, którego organizatorem było Muzeum i Ośrodek Kultury Białoruskiej w Hajnówce.

## Inne
Miejscowość zamieszkuje mniejszość białoruska. Mieszkańcy wsi posługują się na co dzień unikalną gwarą podlaską, będącą jednym z najdalej wysuniętych na północ i zachód dialektem języka ukraińskiego. Gwara jednak nie jest pielęgnowana przez młode pokolenie mieszkańców wsi, w związku z czym przewiduje się jej całkowite wyginięcie w najbliższej przyszłości.
W 2017 r. w Puchłach kręcono zdjęcia do polsko-amerykańskiego filmu My name is Sara